# Marc Dorcel

Dorcel Logo

Marc Dorcel (* 27. März 1934 in Paris) ist ein französischer Pornofilm-Produzent und -Regisseur.

## Leben
Die in Paris ansässige Firma Marc Dorcel S.A. von Marc Dorcel (Spitzname L’Inquiet) produziert seit 1981 Pornofilme. Am 1. März 2006 startete Marc Dorcel „Dorcel TV“, einen Kabel-TV- und Satelliten-Erotiksender.
Sein erster Film war 1978 Une femme heonnête mit Gabriel Pontello, es folgten einige mit Alban Ceray (Hotel Bon Plaisir, Un bon client, Le lit d'Élodie, Des femmes pour Gourpanof) und häufig mit Christoph Clark als Hauptdarsteller. 1990 drehte er mit Rocco Siffredi „Sexterror“, es folgten weitere Filme mit Siffredi („Protokoll eines Ehebruchs“).
Durch Marc Dorcels Filme sind viele Darstellerinnen, darunter Mélanie Coste, Oksana, Katsumi, Ellen Saint, Laure Sainclair, Laura Angel, Karen Lancaume, Elodie Chérie, Julia Chanel, Tabatha Cash, Priscila Sol und zuletzt Yasmine Lafitte sowie Anna Polina, bekannt geworden. Zu seinen männlichen Stars zählten Gabriel Pontello, Christoph Clark, Piotr Stanislas.

## Filmografie (Auswahl)
- 1978: Une femme honnête
- 1981: Hotel Bon Plaisir
- 1983: Le lit d'Élodie
- 1982: Un bon client
- 1985: Les secre d'Élise
- 1987: Attention fillettes
- 1989: Chantage de femmes
- 1990: Sexterror
- 1992: Constat d'adultère (Protokoll eines Ehebruchs)
- 1994: Der Duft der Mathilde
- 1996: Le Désir dans la Peau
- 1996: Citizen Shane
- 1997: L’Indécente aux enfers
- 1997: Journal d’une infirmière
- 2001: La marionnette
- 2003: Hot Sex à Saint Tropez
- 2004–2013: Russian Institute
- 2005: La Soubrette
- 2006: Mafia Girl
- 2007: French Connexion
- 2008: Casino – No Limit
- 2008: Dorcel Airlines: Paris/New York
- 2008: La Gouvernante
- 2009: Dorcel Airlines: Fly to Ibiza
- 2009: Dorcel Airlines: First Class
- 2010: Soubrettes Services: Trainees
- 2011: Inglorious Bitches
- 2012: La Journaliste
- 2012: L’innocente (The Ingenuous)
- 2013: Die Ballerina (La Danseuse)[2]
- 2016: Megan Escort Deluxe
- 2016: L’Héritière
- 2017: Undercover (2017)
- 2017: La prisonnière
- 2018: 40 ans, Déjà Veuve
- 2019: 40 ans, Tentations d’une Femme Mariée
- 2019: L'initiation de la fille au pair
- 2019: Clea, Banquière très privée
- 2019: Rebecca L'indécente
- 2019: La femme parfaite
- 2020: Luxure: Les vices de mon epouse
- 2020: La fille au pair - secrets de famille
- 2020: Une nuit a Budapest
- 2021: Luxure: Les perversions de ma femme
- 2021: Une nuit a Barcelone
- 2021: Trahison

## Auszeichnungen
- 1995: Hot d’Or Best European Director für den Film Citizen Shane
- 2001: Ninfa Award Lifetime Achievement Award
- 1996: Hot d’Or Best European Movie La Princesse et la Pute
- 1995: Hot d’Or Best European Movie Citizen Shane
- 1994: Hot d’Or Best European Movie Délit de Séduction
- 2012: Erotic Lounge Awards Bester Gonzo Film[3] In Bed With Katsuni
- 2013: Erotic Lounge Awards Bester Spielfilm[4] 40 Jahre: Die Frau meines Nachbarn